# Jordan Staal
Jordan Staal (Thunder Bay, 10 settembre 1988) è un hockeista su ghiaccio canadese di ruolo centro. Dalla stagione 2012-2013 gioca per i Carolina Hurricanes, di cui è uno dei capitani. È il fratello di Eric Staal, suo compagno di squadra (nonché capitano della franchigia di Raleigh), di Marc Staal dei New York Rangers e di Jared Staal, che gioca in AHL con i Charlotte Checkers. Ha vinto la Stanley Cup 2009 con i Pittsburgh Penguins ed è noto per la sua abilità nel gioco in penalty kill.